# Zecca di Hong Kong
La zecca di Hong Kong (in cinese: 香港造幣廠 Xiānggǎng zàobì chǎng, in inglese: Hong Kong Mint) è stata la zecca di Hong Kong dal 1866 al 1868. Era ubicata in Sugar Street. Sul pendio del Monte Butler (inglese: Mount Butler) fu costruita la "diga della zecca" (inglese: Mint Dam) per rifornire la zecca di acqua.
Nei primi anni coloniali di Hong Kong, vennero usate insieme valute di vari tipi. Sebbene la sterlina britannica fosse la valuta ufficiale, non era ben accetta dai mercanti e dai residenti, particolarmente i cinesi, a Hong Kong. Diverse valute in argento continuarono ad essere utilizzate come mezzo di scambio nella città.
Al fine di fornire una stabile offerta di dollari d'argento a Hong Kong, Hercules Robinson, l'allora Governatore di Hong Kong, decise di fondare la Zecca di Hong Kong nel 1864. La zecca aprì il 7 maggio 1866 sotto la direzione del Capo della Zecca (inglese: Master of the Mint), Thomas William Kinder ma chiuse ben presto, nel 1868, durante il governatorato di Richard MacDonnell. Le ragioni che portarono alla chiusura erano la scarsa ricettività delle monete così come il continuo svilimento delle monete d'argento causando ampie perdite. I macchinari della zecca furono venduti alla zecca giapponese di Osaka.